# خانه امید سالارآباده
خانه امید سالار آباده مربوط به اواخر دوره قاجار -اوایل دوره پهلوی است و در آباده، خیابان دهخدا، مجتمع اقتصادی کمیته امداد امام خمینی (ره) واقع شده و این اثر در تاریخ ۱۱ شهریور ۱۳۸۲ با شمارهٔ ثبت ۹۸۰۷ به‌عنوان یکی از آثار ملی ایران به ثبت رسیده است.